# Nanohyla
Nanohyla là một chi ếch nhái trong họ Microhylidae. Các loài trong chi này thường được tìm thấy nhiều khu vực ở Đông Nam Á, bao gồm Việt Nam, Lào, Campuchia, Thái Lan, Malaysia, Brunei, Indonesia và Philippines.

## Taxonomy
Tất cả các thành viên của chi Nanohyla trước đây đều được xếp vào chi Microhyla; tuy nhiên, một nghiên cứu năm 2021 đã sử dụng bằng chứng hình thái học và phát sinh loài để chỉ ra rằng Nanohyla tạo thành một nhánh riêng biệt với Microhyla và Glyphoglossus.

## Các loài
- Nanohyla annamensis (Smith, 1923)
- Nanohyla annectens (Boulenger, 1900)
- Nanohyla arboricola (Poyarkov, Vassilieva, Orlov, Galoyan, Tran, Le, Kretova & Geissler, 2014)
- Nanohyla hongiaoensis (Hoang, Nguyen, Luong, Nguyen, Orlov, Chen, Wang & Jiang, 2020)[3]
- Nanohyla marmorata (Bain & Nguyen, 2004)
- Nanohyla nanapollexa (Bain & Nguyen, 2004)
- Nanohyla perparva (Inger & Frogner, 1979)
- Nanohyla petrigena (Inger & Frogner, 1979)
- Nanohyla pulchella (Poyarkov, Vassilieva, Orlov, Galoyan, Tran, Le, Kretova & Geissler, 2014)